# 岡崎義恵
岡崎 義恵（おかざき よしえ、男性、1892年12月27日 - 1982年8月6日）は、日本の国文学者・文芸学者。文学博士。日本学士院会員。

## 略歴
高知市生まれ。東京帝国大学卒、1923年東北帝国大学助教授、のち東北大学教授、1955年共立女子大学教授。1965年日本学士院会員。
美学に基づく日本文芸学を唱えた。1937年谷崎潤一郎が『源氏物語』の現代語訳を出した際、光源氏と藤壺の密通の場面が削除されたことを批判した。『岡崎義恵著作集』全10巻がある。
墓所はさいたま市西区三橋の青葉園。

## 著書
- 『日本文芸学』岩波書店 1935
- 『日本文芸の様式』岩波書店 1939
- 『美の伝統』弘文堂書房 1940
- 『芸術論の探求』弘文堂書房 1941
- 『日本芸術思潮』全3巻 岩波書店 1943-50
- 『古代日本の文芸』弘文堂書房 1943
- 『芭蕉と西鶴』支倉書林 1946
- 『文芸学』弘文堂書房 1947
- 『泉声 歌集』弘文堂書房 1947
- 『芸術と思想』角川書店 1948
- 『荷風論』弘文堂書房（アテネ文庫）1948
- 『敍事文藝の潮流』生活社 1949
- 『碧潮 歌集』國立書院 1949
- 『芸術としての俳諧』要書房 1950
- 『日本文芸と世界文芸』弘文堂（アテネ新書）1950
- 『鴎外と漱石』要書房 1951
- 『文芸学概論』勁草書房 1951
- 『近代の抒情』河出書房 1951
- 『日本の文芸』宝文館 1953　のち講談社学術文庫
- 『漱石と微笑』東京ライフ社 1956
- 『岡崎義恵著作集』全10巻 宝文館 1959－62
- 『雑華集』宝文館出版 1962
- 『日本詩歌の象徴精神 古代篇』宝文館出版 1970（岡崎義恵著作選）
- 『近代文芸の美』宝文館出版 1973（岡崎義恵著作選集）
- 『森鴎外と夏目漱石』宝文館出版 1973（岡崎義恵著作選集）
- 『日本古典の美』宝文館出版 1973（岡崎義恵著作選集）
- 『日本文学と英文学』教育出版センター 1973
- 『史的文芸学の樹立』宝文館出版 1974
- 『芸術をめぐる考察』宝文館出版 1975（岡崎義恵著作選集）

## 編纂
- 日本文芸新選 第1－4 勁草書房 1950
- 近代詩選 松村緑共編 武蔵野書院 1953
- 岡崎義恵博士著作解題 岡崎義恵先生喜寿記念祝賀会 宝文館出版 1970